# Новокочкильдино
Новокочкильдино (баш. Яңы Күскилде) — деревня в Урмиязовском сельсовете Аскинского района Республики Башкортостан России.

## Население
| 2002 | 2009 | 2010 |
| ---- | ---- | ---- |
| 391  | ↘328 | ↗330 |

## Географическое положение
Расположено на реке Тюй вблизи северной границы республики, в 20 км от райцентра Аскино. К селу примыкают сёла Урмиязы (центр сельсовета) и Старокочкильдино. Ближайшая ж.-д. станция находится в 60 км от села в Щучьем Озере.